# Zachvatkinella chimalae
Zachvatkinella chimalae är en kvalsterart som först beskrevs av Sheals 1965.  Zachvatkinella chimalae ingår i släktet Zachvatkinella och familjen Acaronychidae. Inga underarter finns listade i Catalogue of Life.